# Стритборд

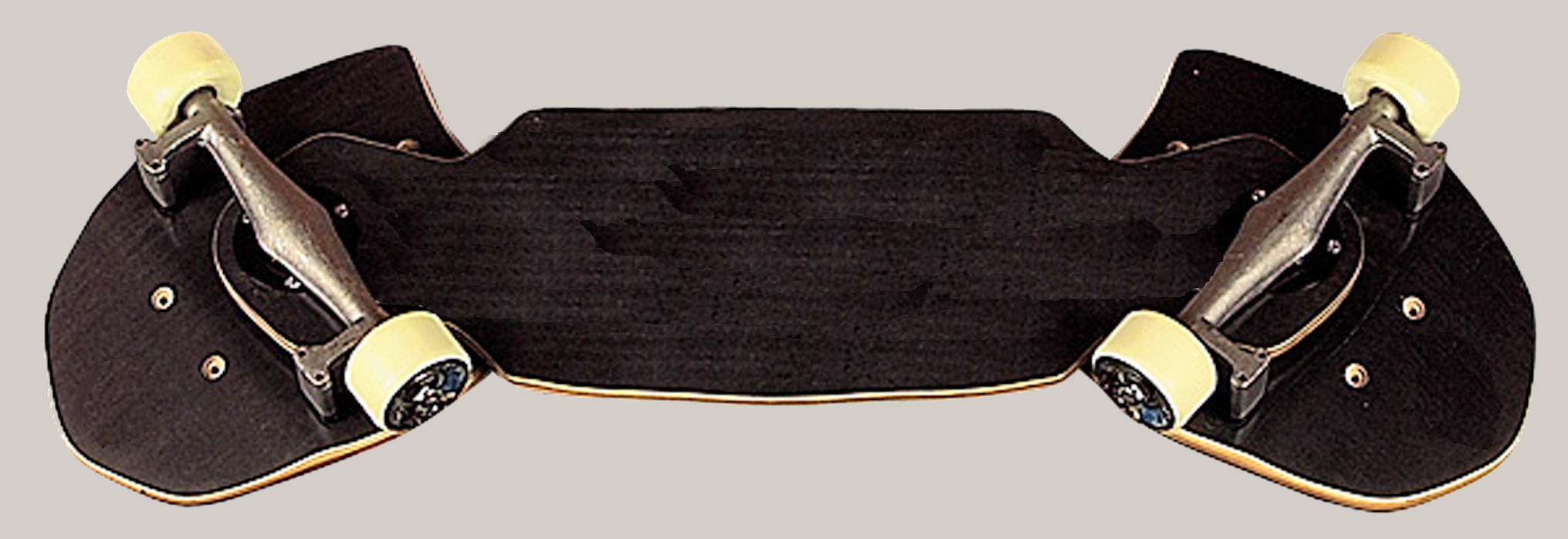
Old school стритборд Anderson (США)

Стритбо́рд (англ. streetboard) — роликовая доска, предназначенная для катания по любому твердому, гладкому покрытию.
В основу разгона и поддержания скорости заложен принцип движения змеи — согласно названию досок старого образца «снейкборд» от слов змея (англ. snake) и доска (англ. board). Стритборд является отдельным типом досок для катания наряду со скейтбордом, сноубордом, лонгбордом, фрибордом и т. д.; имеет общие признаки со скейтбордом и сноубордом.

## Конструкция стритборда
Доска представляет собой платформу, которая состоит из трёх дек, двух специальных шарниров, подвесок с колёсами и ножных креплений.
Выглядит это так: средняя, самая большая дека — бар и две поменьше по краям — плейты крепятся к бару за счёт шарнирных систем. Получается плоская конструкция — платформа. Платформа способна делать волнообразные движения в горизонтальной плоскости, относительно своей продольной оси. Далее на плейты снизу крепятся две металлические подвески с колёсами, а сверху плейтов ставятся ножные крепления.
Плейт (англ. plate) — крайняя дека с изгибом. Бывает трёх типов:
- фанерный из плотных пород древесины.
- фанерный из плотных пород древесины с твёрдым пластиком для скольжения.
- композиционный — высокопрочный, различных конструкций, например слои плотного дерева, или комбинация разных пород дерева, упрочнённые силовыми слоями из различных тканей связанных клеем. На всех таких деках снизу имеется скользяк из плотного материала для лучшего скольжения по рейлам, грянам и т. д.. Применение подобных композиций придаёт декам гибкость и высокую прочность при более меньшей толщине и весе материала.

Бар (англ. bar) — центральная плоская дека.

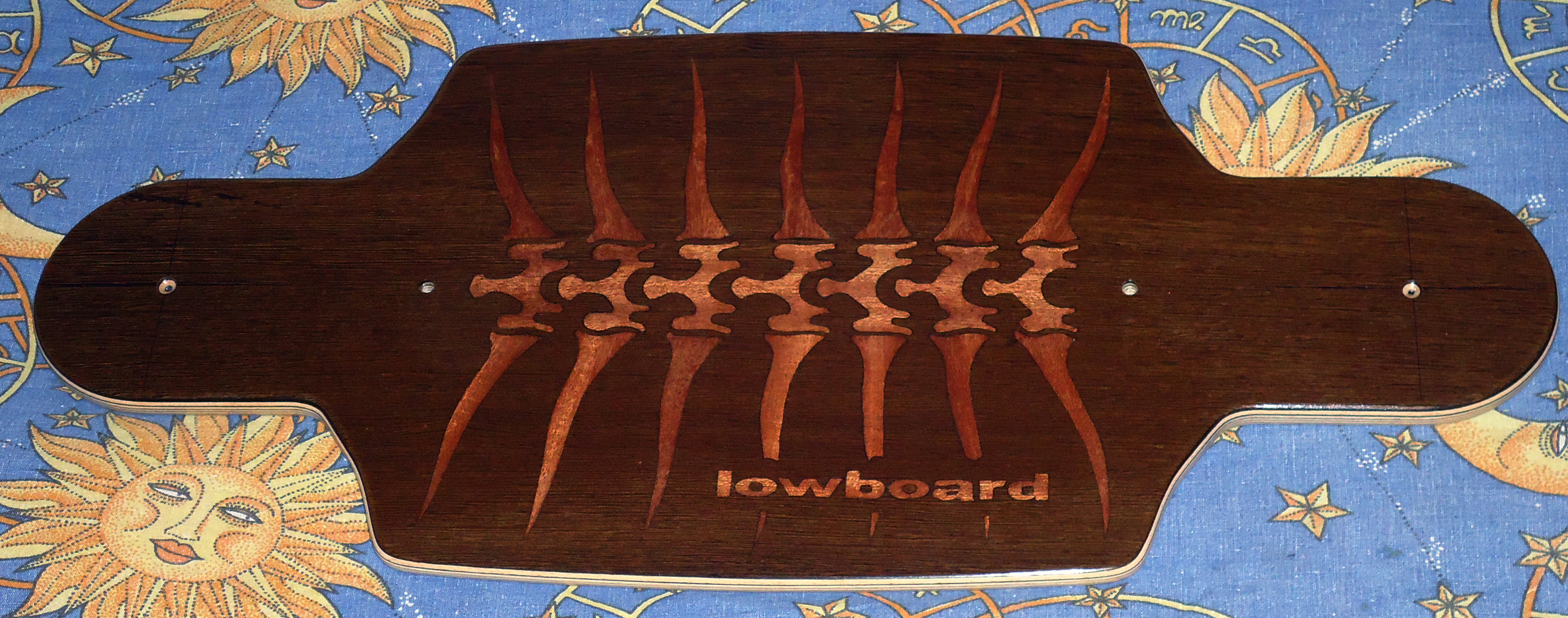

Бар стритборда бывает трёх типов:
- фанерный из плотных пород древесины.
- фанерный из плотных пород древесины с твёрдым пластиком для скольжения.
- композиционный — высокопрочный, различных конструкций, например слои плотного дерева, или комбинация разных пород дерева, упрочнённые силовыми слоями из различных тканей связанных клеем. На всех таких деках снизу имеется скользяк из плотного материала для лучшего скольжения по рейлам, граням и т. д.. Применение подобных композиций придаёт декам гибкость и высокую прочность при более меньшей толщине и весе материала.

Шарнирная система (англ. pivot system) — система из упорных подшипников. Бывает трёх видов:

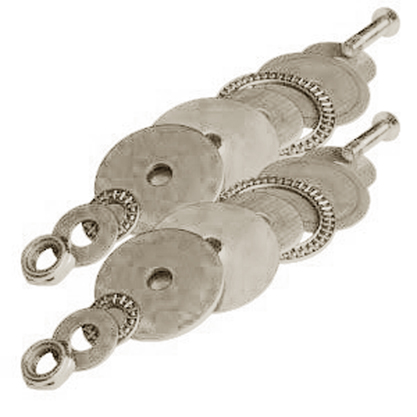
стальные подшипники

- на стальных, игольчатых или шариковых подшипниках.
- на тефлоновых подшипниках скольжения.
- на тефлоновых подшипниках скольжения, совмещённая с подвеской(траком)

Система может иметь один центр вращения с осью колёс, или центр может быть смещён внутрь доски на 1 см. Смещение центра позволяет сделать обе шеи бара шаре и соответственно прочнее.
Платформа — дека стритборда, в состав которой входит бар, два плейта и две шарнирные системы.
Подвеска или трак (англ. truck) — металлический корпус из сплава алюминия удерживает в себе стальную, прочную ось или две полуоси; с помощью оси(ей) на подвеску крепятся колёса. Подвески бывают двух видов:
- независимые. Подобные траки крепятся на четыре винта и снимаются без разбора самой платформы доски.
- совмещённые с шарнирной системой, средней высоты и низкие. Подвеска крепится на четыре основных винта и пятый винт, который является осью шарнирной системы и на подвеске находит вторую точку опоры. Подобная схема снижает нагрузку на сам винт, шарнирную систему и плейт.

Ножные крепления (англ. bindings) — бывают трёх видов:
- крепления с двумя застёжками на баклях и задником, или крепления с баклей(главная застёжка), с липучкой(передняя застёжка), и задником. Задники бывают пластиковые, или из стропы.
- крепления сшитые только из строп, с двумя застёжками и задником на липучках.
- крепления с монозастёжкой на липучке и задником из стропы на липучке.

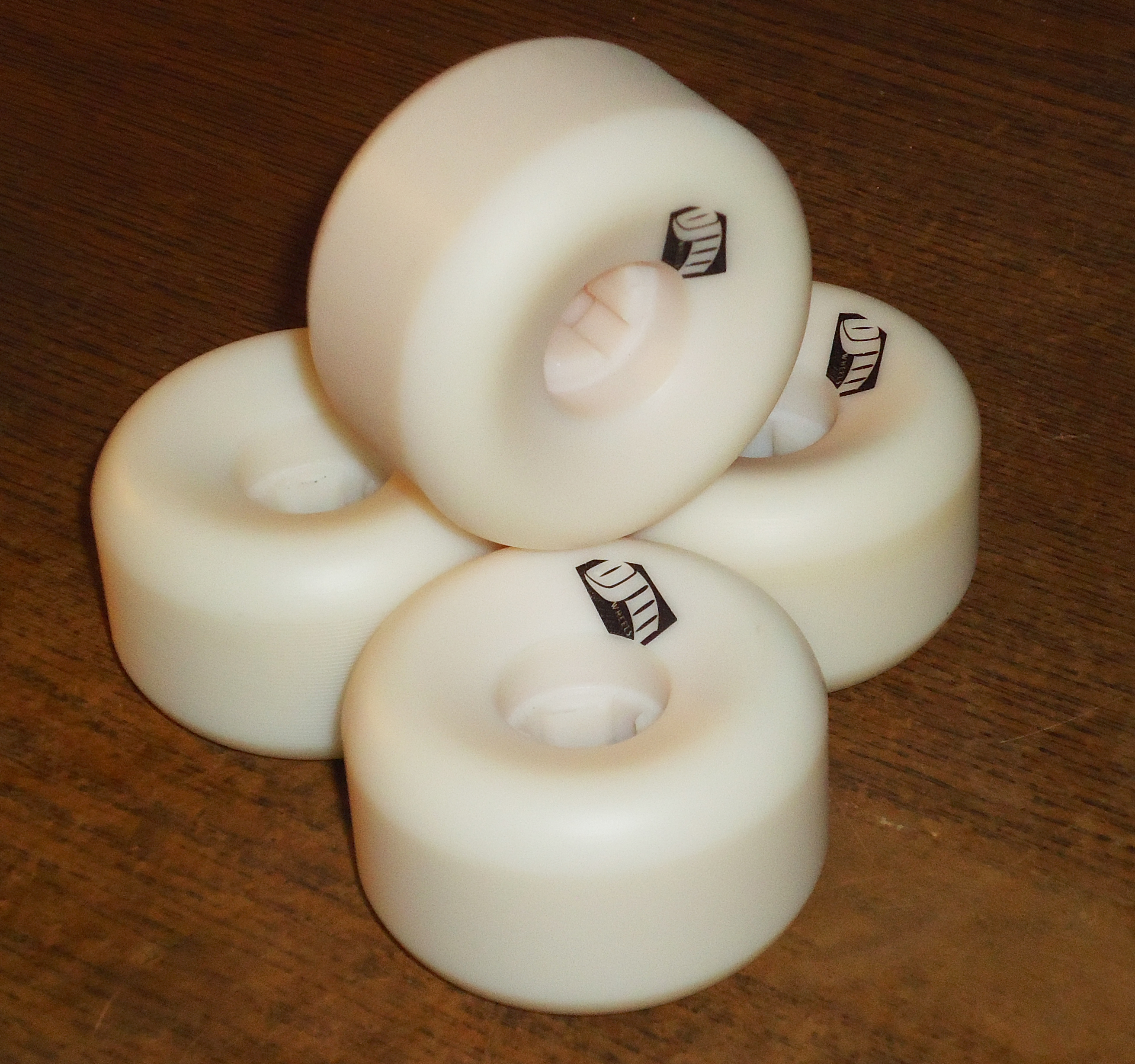

Колёса — полиуретановые, различной твёрдости по шкале Шора (A) и различного диаметра.
Твёрдость колеса выбирается в зависимости от типа катания. Колёса твёрдостью А75—A90 и диаметром 65—80 мм используются для катания по асфальту, фристайла на улице и т. д.. Колёса твёрдостью А90—A100 и диаметром 55—65 мм используются для катания в скейтпарке с хорошим покрытием пола, но возможно кататься и на улице. Повышенная твёрдость колеса позволяет комфортно скользить(джибить) по граням или рейлам. В ступицу колёс устанавливаются стандартные (для роликовых досок) подшипники iso 608ZZ и распорная втулка между ними (спейсер).

## Стандарты изготовления
Немногочисленные производителей стритбордов используют три стандарта изготовления. Отличительными признаками стандартов являются: расположение установочных отверстий для траков; конструкция шарнирной системы и расположение её осей относительно осей колёс; конструкция и высота траков, а соответственно высота доски. Неизменным является ширина между колёс, угол поворотов плейтов и расположение отверстий под установку ножных креплений.
- WSA(англ. World Streetboard Association) — [источник не указан 2999 дней]
- GPS(англ. Grosso Pivotboard Standart) -[источник не указан 2999 дней]
- LNS-12(англ. Lowboard New Standart'12) -[источник не указан 2999 дней]
- LNS-16(англ. Lowboard New Standart'16) — новейший стандарт для изготовления стритбордов. Пока что находится в разработке.[источник не указан 2999 дней]

Особенностями стандарта LNS-16 являются изменения позиции установочных отверстий, изменение диаметра крепёжных винтов траков с М6 на М5 и самое главное, это максимально широкие шеи бара стритборда. Теперь ширина их составляет 120 мм. Однако, основная геометрия доски — углы вращения плейтов и ширина колёсной базы остались неизменными. Изначально, это место на баре доски является «Ахиллесовой пятой» в конструкции стритборда и в ранних моделях стандарта WSA ширина шей бара составляла всего 80 мм.
Попытки сделать его шире приводили к уменьшению углов, на которые вращаются плейты доски. Это негативно влияло на управляемость и разгон стритборда.

## Подвиды стритборда
- Snakeboard — первая доска подобного рода[источник не указан 2999 дней]. Бар (так называется связующее звено между платформами) доски — в отличие от современных плоских, широких, деревянных выполнен в виде фермы из пластика прямоугольного сечения и имеет изогнутую, слегка приподнятую в центре форму.
- Streetboard — в начале 2000 патентная компания выкупила торговую марку Snakeboard. Из-за этого продолжать использовать данное название для производства досок стало невозможно. Передовая группа райдеров улучшила конструкцию доски, заменив узкую пластиковую середину на широкую из 9-слойной деки похожей на скейтборд. Назвали новую конструкцию стритборд. Производством стритбордов занималось несколько компаний, самые основные: Dimension Boards (Сша), Highland Streetboard (Великобритания), Gazpachoboards (Испания).
- Pivotboard — стритборд от Grosso streetboards[источник не указан 2999 дней]. Доска приобрела смещённую шарнирную систему с более широкими ушами бара при том же угле вращения плейтом. Материал дек пивотборда представляет собой композицию из плотной фанеры твёрдых пород, укреплённой силовыми слоями из стеклопластика и высокоплотным пластиком. Доска имеет более современный вид, специальные, низкие траки и значительную прочность по сравнению с досками стандарта WSA. Недостатком доски является её вес. На данный момент доски Grosso streetboards не производятся.[источник не указан 2999 дней]
- Lowboard — это стритборд, имеющий самый низкий профиль доски[источник не указан 2999 дней] (высоту стойки от асфальта до подошвы обуви райдера). Высота доски с колёсами диаметром 60 мм составляет всего 65 мм. Для сравнения, стритборды стандарта WSA (dimension и highland) с такими же колёсами имеют высоту 95 мм. Стоит отметить тот факт, при котором максимально низкий профиль стритборда способствует стабильности катания в рампе, на приземлениях и при некоторых слайдах.[источник не указан 2999 дней]

Доска отличается от своих предшественников значительно продуманной конструкцией, очень низкими траками, тефлоновой шарнирной системой и более технологичными материалами бара и плейтов. Lowboard, так же, как и pivotboard имеет смещение внутрь центров шарнирной системы на 10 мм, которое позволило делать узкие места бара при том же угле вращения плейтов шире на 25 %, это придало им больший запас прочности. Учитывая то, что у любого стритборда это самое уязвимое место — дополнительная прочность которого, это плюс. Траки перестали быть независимыми и теперь являются частью шарнирной системы. Идея в том, что трак крепится к плейтам на четыре винта по обычной схеме, плюс винт шарнирной системы и упор на тефлоновые подшипники. Система шарниров избавилась от лишних стальных шайб, работу которых теперь выполняет сам трак. Так же винт системы шарниров получил вторую точку опоры на подвеске и сдвоенное, резьбовое соединение из резьбы на подвеске и контргайки. Всё это упростило, придало больше надёжности и снизило вес всему узлу из подвески, шарнира и плейта.
- Free on board -[источник не указан 2999 дней]
- Стритборд для круизинга -[источник не указан 2999 дней]
- Внедорожный стритборд -[источник не указан 2999 дней]
- Мотостритборд -[источник не указан 2999 дней]
- Slider — Снежный стритборд. Доска имеет схему схожую со стритбордом, но вместо траков и колёс установлены две специальные лыжи, по виду похожие на половинки сноуборда. Данная разновидность стритборда является экспериментальной и после всевозможных тестов станет ясно имеет ли эта концепция право на существование или нет.[источник не указан 2999 дней]
- Роллерсёрф — Псевдостритборд. Двухколёсная разновидность скейтборда, колёса на котором представляют собой колёсные опоры, вращающихся на 360° вокруг почти вертикальной оси. Роллерсёрф состоит из двух пластиковых площадок, соединённых между собой торсионной пружиной.[источник не указан 2999 дней]

При разгоне, движения роллерсёрфа внешне похожи на движения стритборда, но на самом деле по ощущениям райдера, это совершенно разные техники разгона. Данный скейтборд имеет гораздо большую популярность и узнаваемость в связи с активной пропагандой производителей, которые зачастую умышленно называют роллерсёрф всевозможными досками для катания. По сравнению со стритбордом, роллерсёрф имеет ряд серьёзных недостатков, таких как: возможность движения только в одном направлении; крайне низкая устойчивость на скорости и стоя на месте; отсутствие ножных креплений; отсутствие горизонтальной части колёсных подвесок, из-за этого нет возможности скользить по рейлам; невозможность контролировать положение колёс при прыжках(если таковы возможны)и при приземлении; более низкая скорость движения при разгоне. Всё это исключает техническое, трюковое катание на роллерсёрфе как на стритборде, скейтборде и подобных досках в дисциплинах стрит, рампа, мини-рампа, и привлекает в основном лишь детей и подростков как несерьёзное развлечение.

## Принцип движения, техника разгона, поддерживания скорости и торможения на стритборде
Принцип движения — Для разгона и поддерживания скорости стритрайдеру требуется выполнять волнообразные движения плейтами стритборда, передавая инерцию доске от собственных маятниковых движений, направленных в обратную сторону относительно доски. При волнообразных движениях колёсные оси должны находиться перпендикулярно кривой линии волны движения в точке нахождения осей на этой кривой. Техника движения плейтами может слегка отличаться, но главный принцип остаётся неизменным.
Техника разгона, поддержания скорости и торможения на стритборде -

## Сравнение
- Общее со скейтбордом — заключается в возможности кататься по любому твердому, гладкому покрытию; используется трюковая база скейтбординга за исключением трюков с отрывом одной или двух ног от доски и трюков с вращением доской независимо от райдера.[источник не указан 2999 дней]
- Общее со сноубордом — заключается в том, что устанавливаются полноценные ножные крепление по типу мягких сноубордических; крепления выполнены в летнем варианте и не имеют нижней платформы и хайбеков для кантования; если построить подобие сноубордического парка с гладким и твёрдым покрытием, то при определённом уровне райдера на стритборде вполне возможно кататься по парку так же, как на сноуборде. Исключение составляют элементы, заданные спецификой конструкции и управления сноубордом; пристегнуться к доске или отстегнуться от неё занимает какое то время.[источник не указан 2999 дней]
- В отличие от скейтборда — полноценно разгоняется и поддерживает скорость по горизонтальной поверхности без отталкивания ногой; отталкиваться ногой невозможно; при прыжках для поднятия доски вместе с райдером за счёт ножных креплений нет необходимости делать элемент Ollie, однако с точки зрения стиля, этот элемент приветствуется; стриборд более манёвренный, при малой скорости радиус разворота стритборда составляет около полметра; при падениях райдер остаётся пристёгнутым к стритборду, что более травмоопасно.[источник не указан 2999 дней]
- В отличие от сноуборда — имеется возможность перемещаться по горизонтальной поверхности без отталкивания от чего либо; невозможно кататься по снегу; ноги райдера на доске могут вращаться в горизонтальной плоскости на углы примерно 30-35° каждая.[источник не указан 2999 дней]

## Галерея

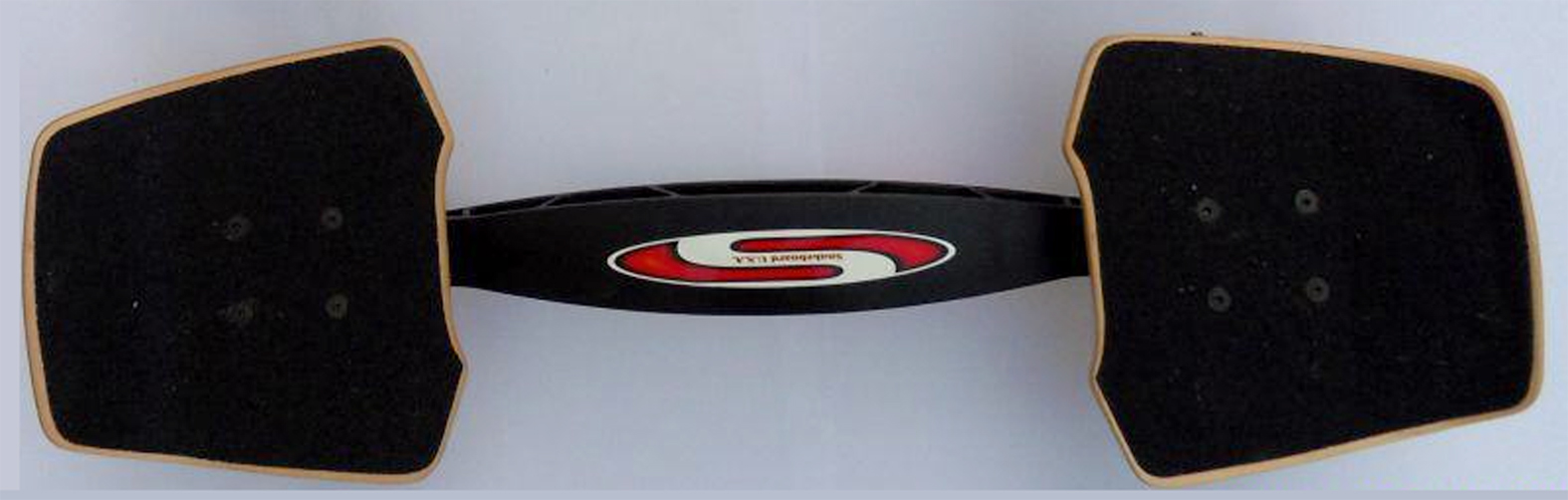
Snakeboard USA Stiffy
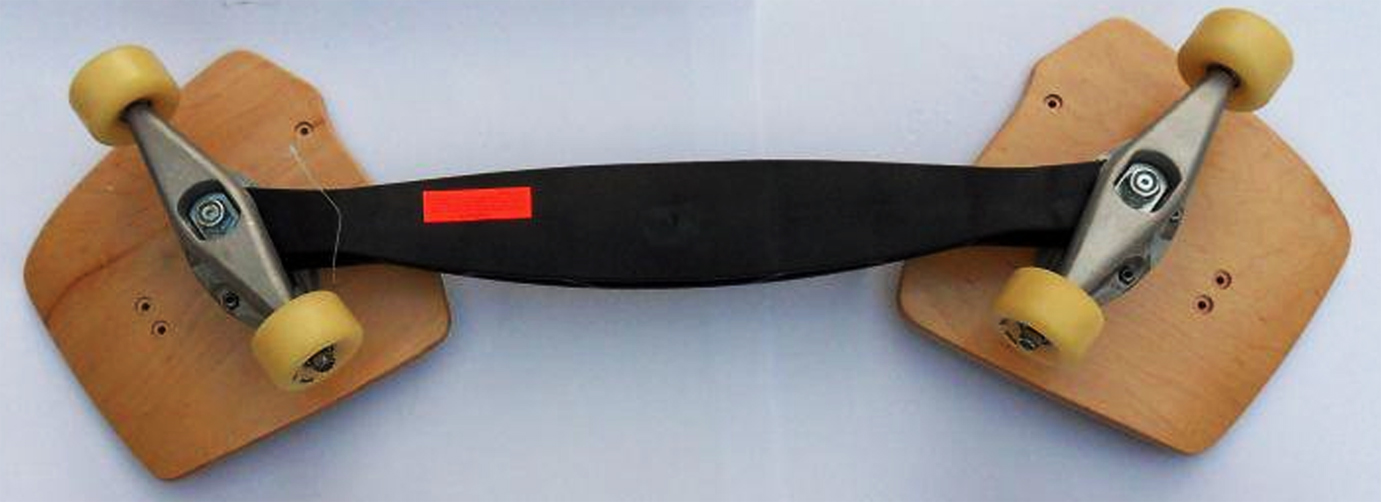
Snakeboard USA Stiffy
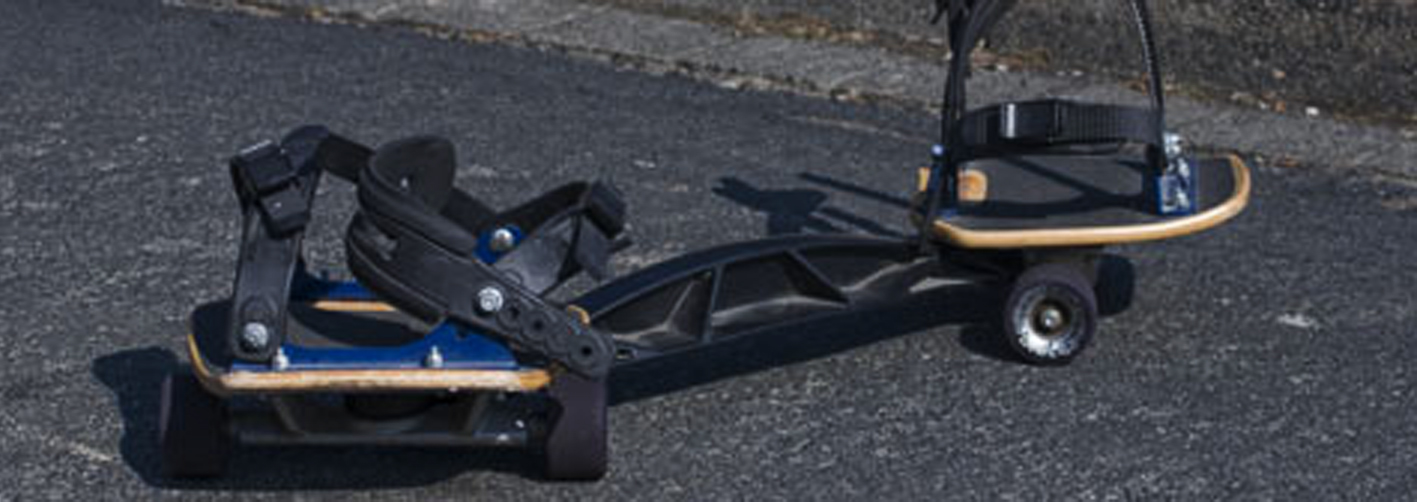
Snakeboard USA Spluge
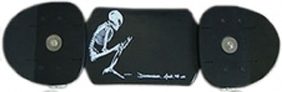
Dimension AS2
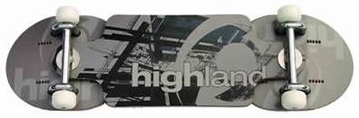
Highland Cartel
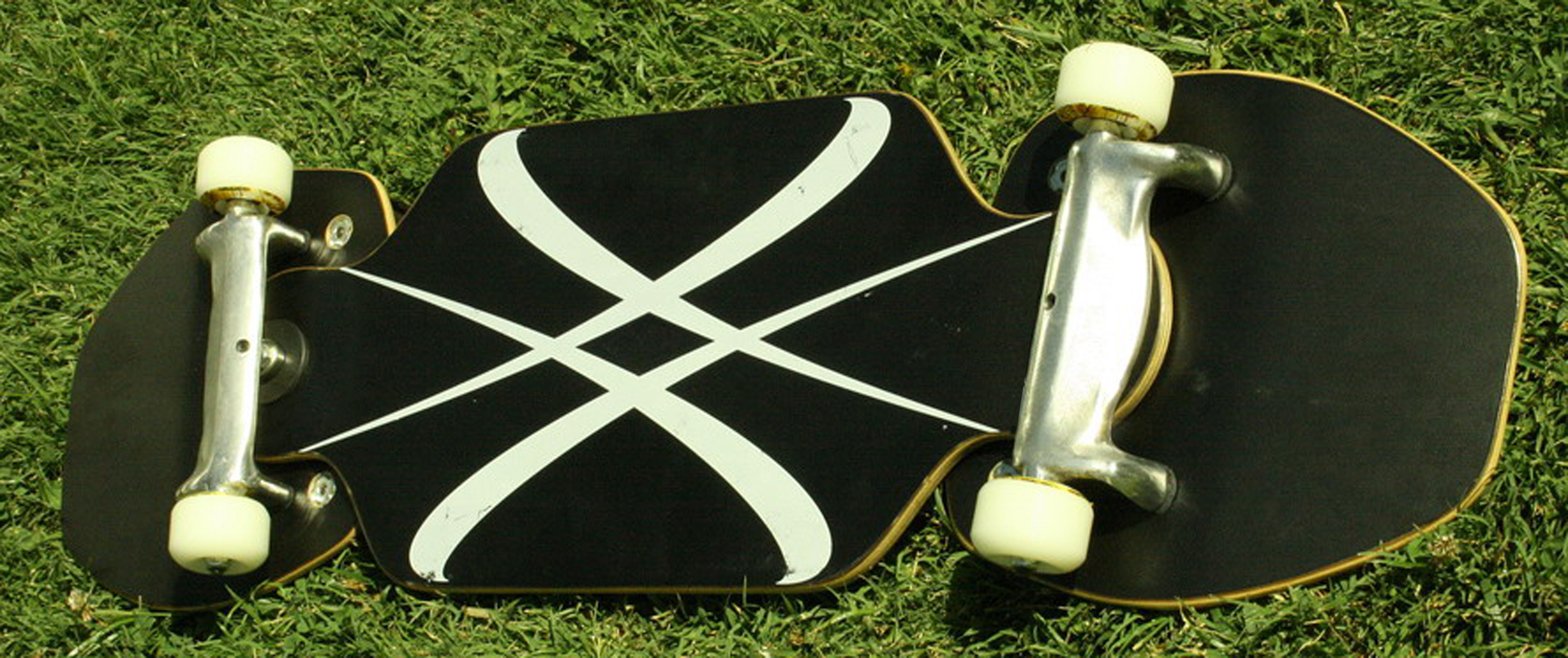
Grosso Shift
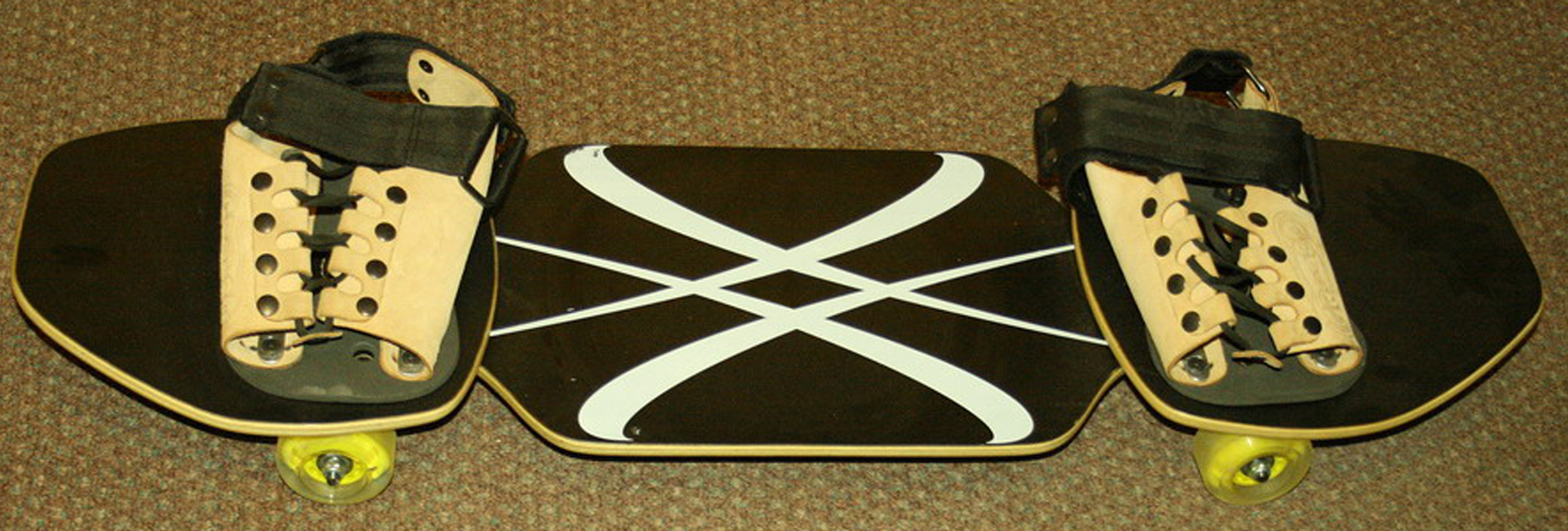
Grosso Shift
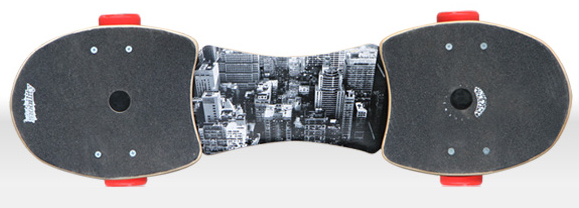
Anderson Board
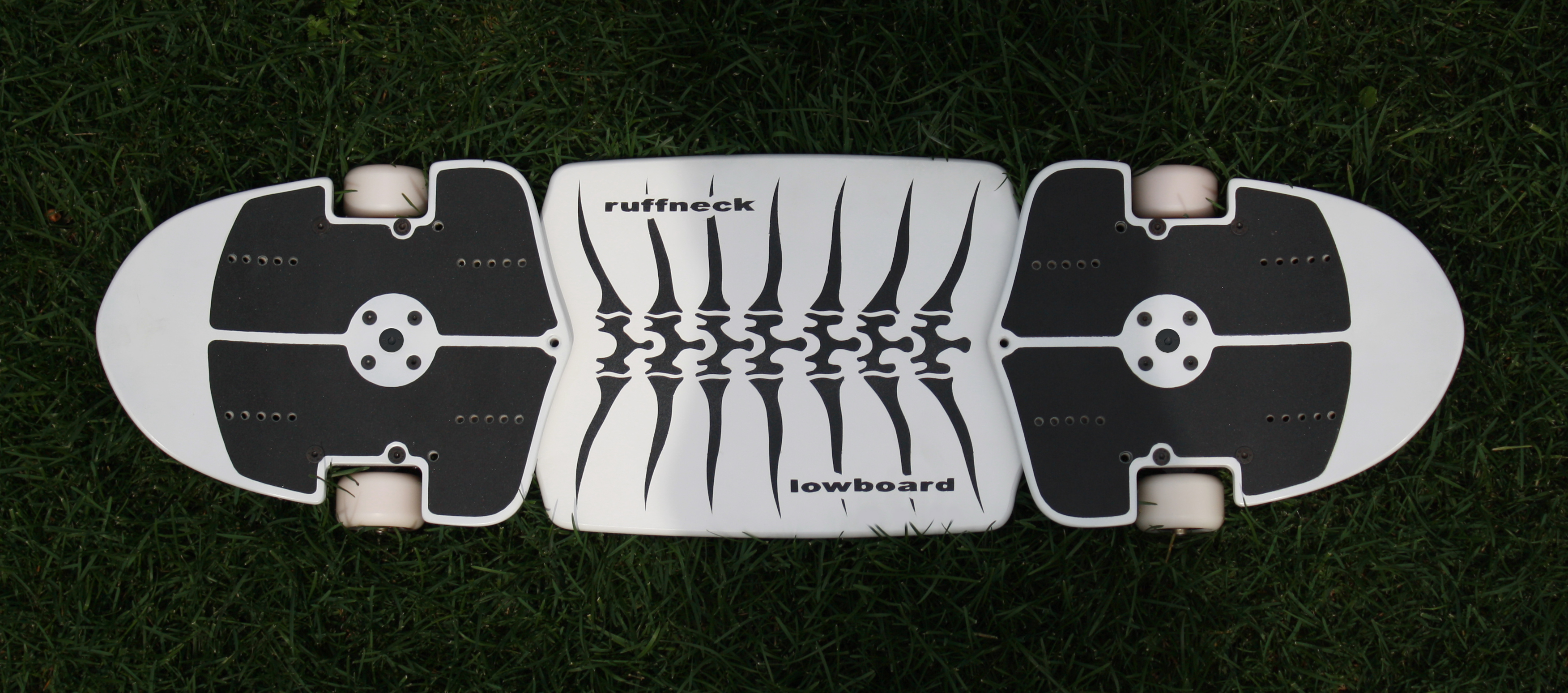
New school стритборд Ruffneck '11 от Lowboard (РФ)
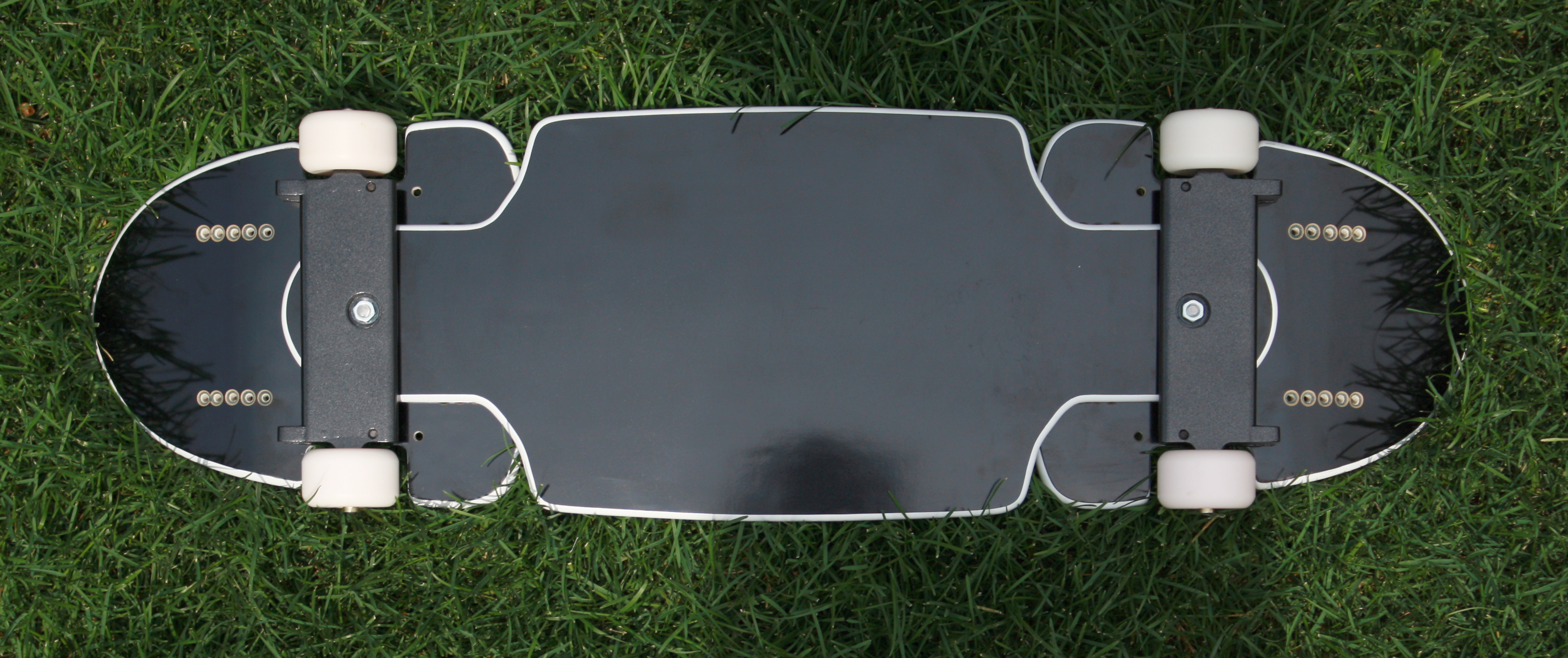
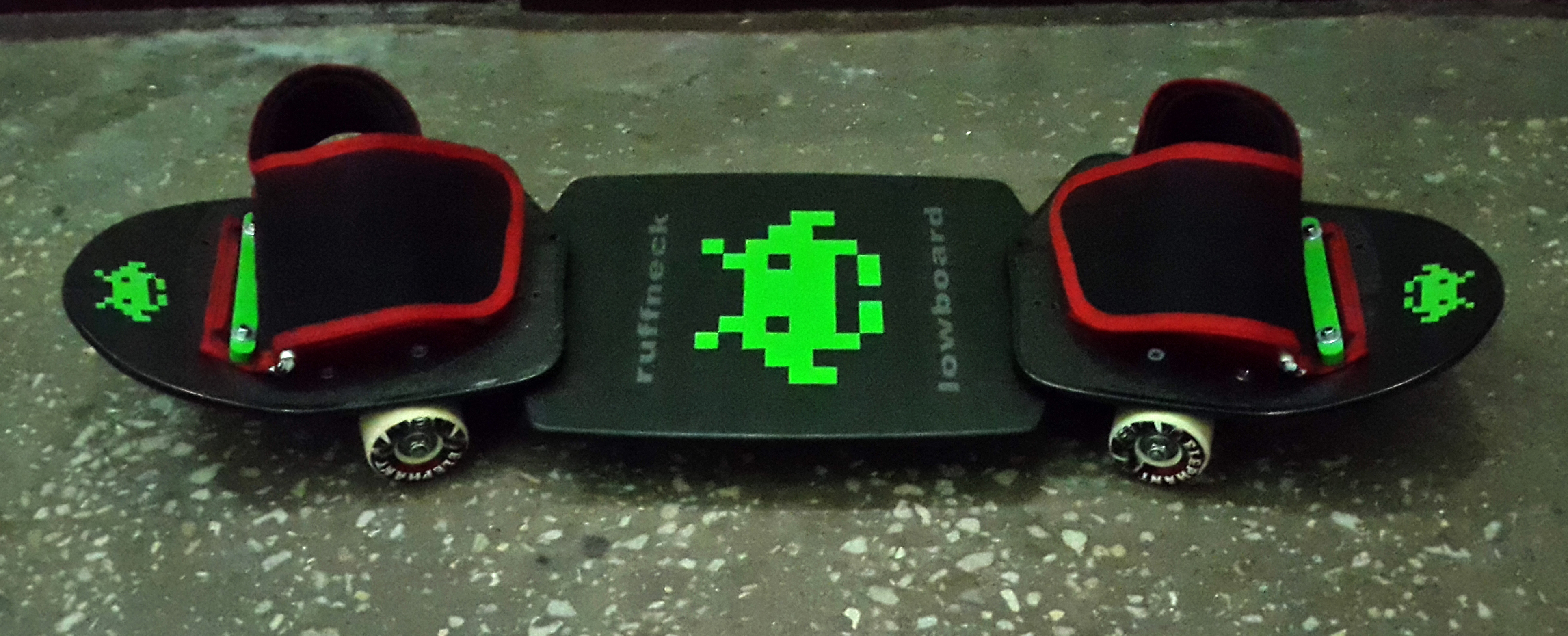
New school стритборд Ruffneck '15 от Lowboard (РФ)
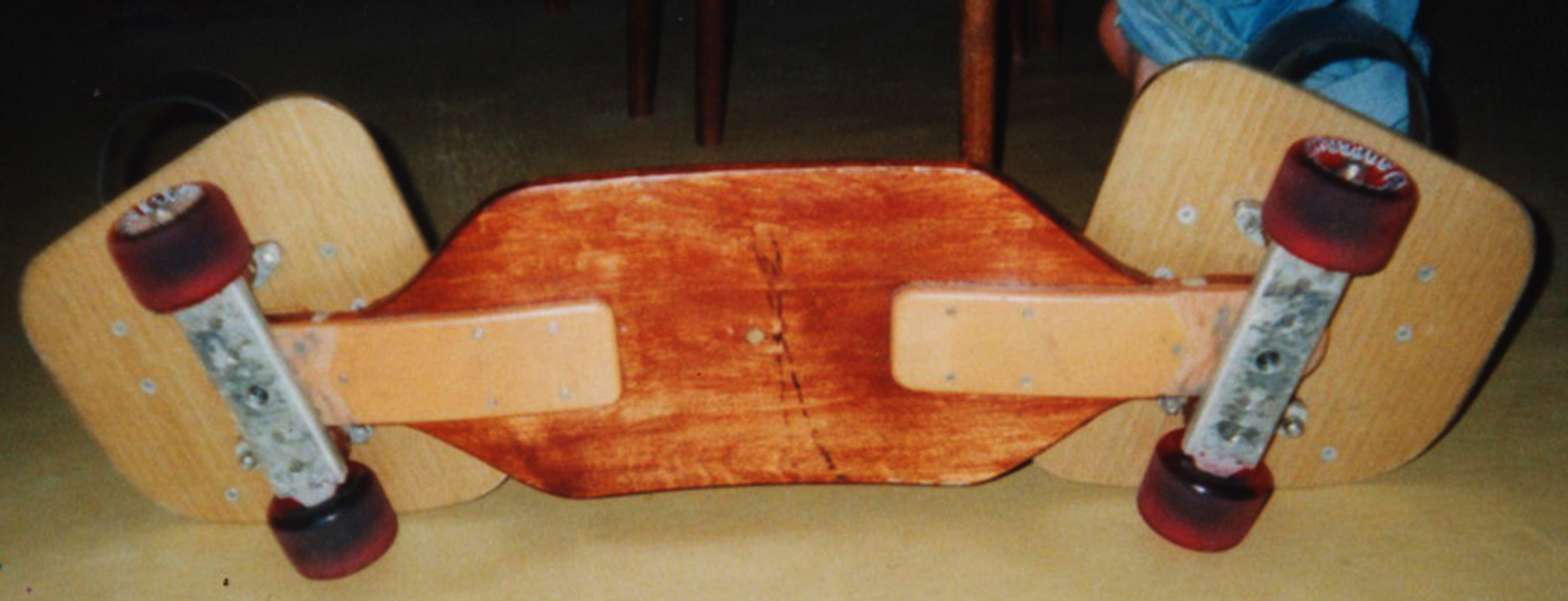
Old school стритборд Anakonda (РФ)